# Swype
Swype, es un software teclado virtual, diseñado específicamente para dispositivos electrónicos multitáctiles, para facilitar y agilizar la escritura de texto en los mismos. Se trata de la utilización de la corrección de errores, algoritmos y modelos de lenguaje para adivinar la palabra deseada por el usuario; el usuario introduce palabras en un campo de texto determinado, deslizando un dedo o un lápiz letra por letra, levantándolo solo entre las palabras, el resultado será la palabra que el software haya registrado o predicho. El primer dispositivo en utilizar este teclado fue el teléfono inteligente Samsung Omnia II, en diciembre de 2009.
Swype tiene la estructura tradicional del teclado QWERTY y posee un diccionario para almacenar palabras que el software no reconozca.
El software fue desarrollado por Swype Inc. en diciembre de 2009. En octubre de 2011, Swype Inc. fue adquirida por Nuance Communications.
Nuance abandonó el mercado del teclado a mediados de febrero de 2018 para dedicarse a la inteligencia artificial y así venderlas a empresas, dejando así un legado para el sistema operativo Android.

## Información
El software tiene menos de 40 MB de tamaño, 60 o 50 MB en la mayoría de los casos; el peso puede variar dependiendo de cuantos idiomas haya descargado el usuario.
Swype consta de tres componentes principales que contribuyen a la exactitud y la velocidad: un analizador de ruta de entrada, el motor de búsqueda con la palabra correspondiente a la base de datos y una interfaz personizable. Los usuarios declararon que el software alcanza más de 50 palabras por minuto.
Swype también posee escritura en 2 idiomas al mismo tiempo. Este debe ser configurado en los ajustes del teclado.
Actualmente solamente es posible adquirir este teclado a través de APKs que se encuentran en Internet.

## Competencia
Swype es similar en concepto a SwiftKey Flow, SwipeIt, SlideIT, TouchPal y ShapeWriter, teclados virtuales igualmente.